# Schuss !
Pour plus de détails, voir Fiche technique et Distribution.
Schuss ! est un documentaire français réalisé par Nicolas Rey et sorti en 2006.

## Synopsis
Le déclin de l'activité industrielle dans les Alpes françaises au XXe siècle.

## Fiche technique
- Titre : Schuss !
- Réalisation :	Nicolas Rey
- Scénario : Nicolas Rey
- Production : L'Abominable
- Distribution : Light Cone
- Pays :  France
- Durée : 123 minutes
- Date de sortie : Canada - 10 septembre 2006[1]

## Sélections
- Festival international du film de Toronto 2006[2]
- Festival international du film de Berlin 2006
- Festival international du film de Mar del Plata 2007[2]